# Celco
Celco Constanța este o companie producătoare de materiale de construcții din România.
Compania a fost înființată în anul 1971, sub numele de Întreprinderea de Prefabricate din Beton Celular Autoclavizat Constanța (I.P.B.C.A. Constanța).
Ulterior a fost redenumită în Fabrica de Prefabricate din Beton Celular Constanța, în 1985, iar apoi în S.C. CELCO S.A. Constanța, în 1990.
Compania a fost privatizată în anul 1997,
și a fost preluată de frații Niculae și Ion Dușu la sfârșitul anului 2003.
În anul 2009, Celco Constanța era cel mai mare producător de B.C.A. de pe piața din România,
având o producție anuală de 400.000 de metri cubi.
Cifra de afaceri:
- 2007: 28 milioane euro[6]
- 2005: 18 milioane euro[2]